# Rescissió per lesió
Rescissió per lesió ultra dimidium: és l'acció que tenen els venedors o els seus hereus per rescindir les transmissions de béns immobles situats a Catalunya i que han estat transmesos per un preu inferior a la meitat del valor de mercat d'aquest immoble. Els requisits per al seu exercici són que es tracti de transmissions de béns immobles, que aquests estiguin situats a Catalunya, i que li preu de transmissió sigui inferior a la meitat del valor que l'immoble tingui com a preu de venda. El termini per exercir aquesta acció és de quatre anys des de la data del contracte.
L'adquirent pot evitar la rescissió de la transmissió pagant la diferència entre el que va abonar i el preu de mercat.